# Andamany i Nikobary

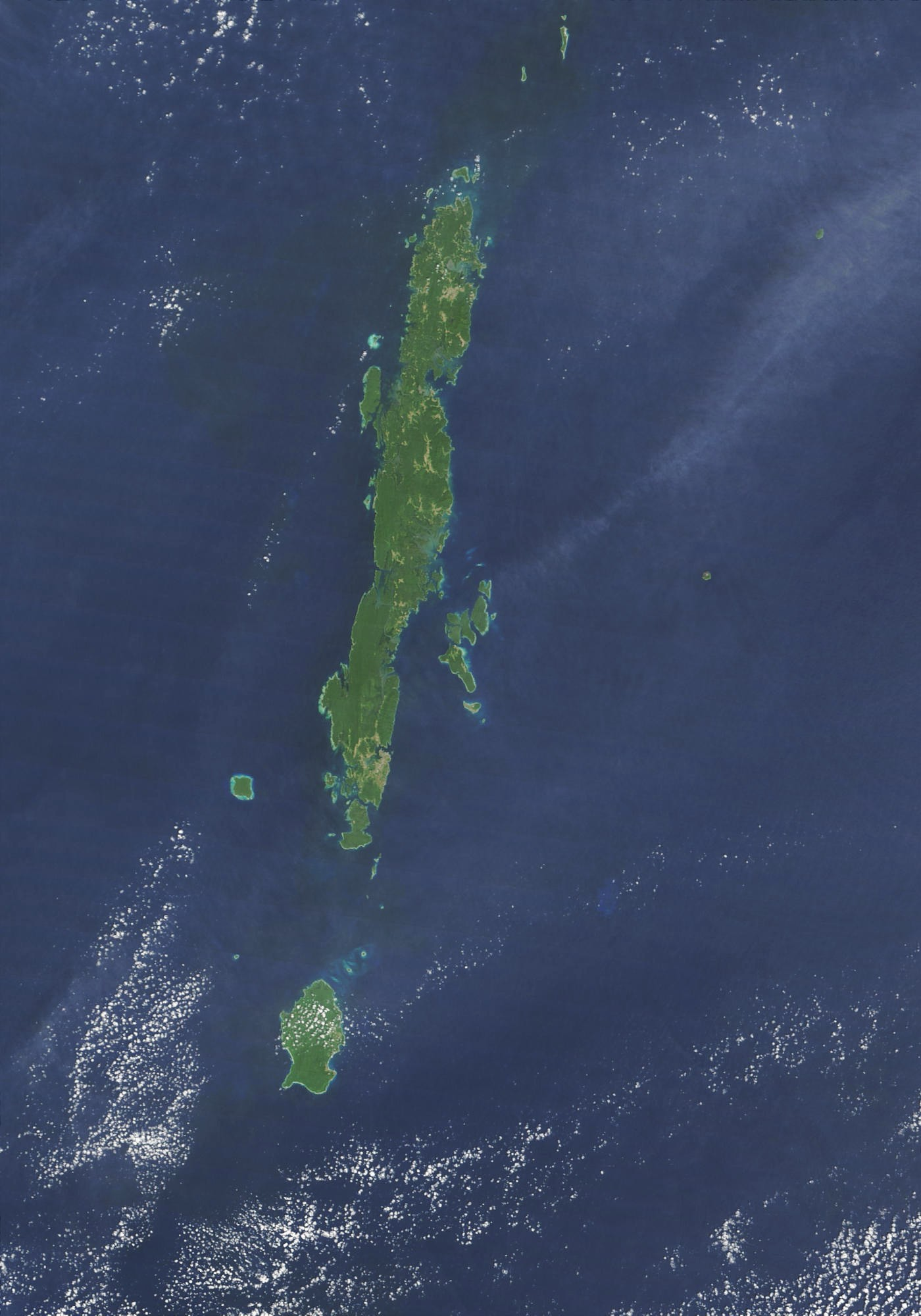
Andamany, zdjęcie satelitarne

Andamany i Nikobary (hindi अंडमान और निकोबार द्वीप, trb. Andaman aur Nikobar Dwip, trl. Aṁdamān aur Nikobār Dvīp; ang. Andaman and Nicobar Islands) – jedno z terytoriów związkowych Indii, położone na wyspach leżących we wschodniej części Zatoki Bengalskiej na pograniczu z Morzem Andamańskim. Stolicą terytorium, a zarazem największym miastem jest Port Blair. Terytorium zostało utworzone 1 listopada 1956 roku. Jego powierzchnia to 8249 km², a zamieszkane jest przez około 0,4 mln osób. W skład terytorium wchodzą dwa archipelagi: Andamany i Nikobary.

## Archipelag Andamany
Archipelag Andamany składa się z czterech głównych wysp oraz z ponad 200 mniejszych wysepek.
Największymi wyspami archipelagu są Andaman Północny, Andaman Południowy, Andaman Środkowy i Mały Andaman.
Inne wyspy tworzące archipelag Andamany to:
1. Barren
2. Cinque Island
3. Great Coco Island
4. Havelock Island
5. Henry Lawrence Island
6. Interview Island
7. Landfall Island
8. Sentinel Północny
9. Narcondan
10. Rutland Island
11. Smith Island
12. Wilson Island

## Archipelag Nikobary
Archipelag Nikobary składa się z 19 wysp. W tej grupie jest 7 wysp niezamieszkanych.
Archipelag tworzą wyspy:
1. Batti Malv
2. Camorta Island
3. Kar Nikobar
4. Chaura Island
5. Katchall Island
6. Nancowry Island
7. Mały Nikobar
8. Wielki Nikobar
9. Tarasa Dwip Island
10. Tillanchang Dwip
11. Trinkat Island

## Podział administracyjny
Terytorium związkowe dzieli się na 3 dystrykty: 
- Andaman Północny i Środkowy
- Andaman Południowy
- Nikobary